# S7-es metró (Nanking)
A nankingi metróhálózat S7-es jelzésű vonala a Kungkanghszincsengcsiangning és a Vuhsziangsan állomást köti össze. A vonal hossza 29 kilométer, amin 9 állomás található. 2018. május 26-án adták át.

## Állomáslista
|                              |              |             |  |
| Kungkanghszincsengcsiangning | 空港新城江宁 | S1-es vonal |  |
| Csetang                      | 柘塘         |             |  |
| Kungkanghszincsenglisuj      | 空港新城溧水 |             |  |
| Csünli                       | 群力         |             |  |
| Volunghu                     | 卧龙湖       |             |  |
| Lisuj                        | 溧水         |             |  |
| Csungsanhu                   | 中山湖       |             |  |
| Hszingcsuang                 | 幸庄         |             |  |
| Vuhsziangsan                 | 无想山       |             |  |
|                              |              |             |  |

## Fordítás
- Ez a szócikk részben vagy egészben  a   Line S7 (Nanjing Metro) című angol Wikipédia-szócikk ezen változatának fordításán alapul.  Az eredeti cikk szerkesztőit annak laptörténete sorolja fel. Ez a jelzés csupán a megfogalmazás eredetét és a szerzői jogokat jelzi, nem szolgál a cikkben szereplő információk forrásmegjelöléseként.
- Ez a szócikk részben vagy egészben  a(z)   南京地铁S7号线 című kínai Wikipédia-szócikk ezen változatának fordításán alapul.  Az eredeti cikk szerkesztőit annak laptörténete sorolja fel. Ez a jelzés csupán a megfogalmazás eredetét és a szerzői jogokat jelzi, nem szolgál a cikkben szereplő információk forrásmegjelöléseként.